# Frosty the Snowman
"Frosty the Snowman" är en sång på engelska, skriven av Steve "Jack" Rollins och Steve Nelson och ursprungligen inspelad av Gene Autry 1950. Melodin har även spelats in av bland andra Nat King Cole, Ray Conniff, The Cocteau Twins och The Beach Boys.
Sången används oftast som en julsång på norra halvklotet, fastän ordet jul inte nämns i texten. Sången handlar om en snögubbe som kommit till liv tack vare en hatt som några barn funnit. Hatten sägs vara magisk, och snögubben springer snart omkring i trafiken. 
Frosty the Snowman finns även med två olika texter på svenska; Snögubben Froste och Snögubben Kalle. Den senare versionen har bland annat sjungits in av den norska sångerskan Wenche Myhre (på svenska).
En text på norska, skriven av Arne Bendiksen, som heter "Snømannen Kalle".
I Armonk i New York hålls en årlig parad med Frostytema.
Frosty the Snowman har även dramatiserats till tecknad film 1969.

## Publikation
- Julens önskesångbok, 1997 (på engelsk samt på svenska med text av Ninita), under rubriken "Nyare julsånger"

### Fotnoter
1. ↑  ”Wenches jul”. Svensk mediedatabas. 26 februari 1992. http://smdb.kb.se/catalog/id/001502908. Läst 11 december 2015.
2. ↑  Ken Liebeskind (3 december 2011). ”Armonk Celebrates Frosty Day Dec. 10”. Armonk Daily Voice. http://armonk.dailyvoice.com/news/armonk-celebrates-frosty-day-dec-10. Läst 11 december 2015.